# 訃報 1981年11月
訃報 1981年11月（ふほう 1981ねん11がつ）では、1981年（昭和56年）11月中に物故した、又は物故が報じられた人物についてまとめる。

## （1日 - 15日）

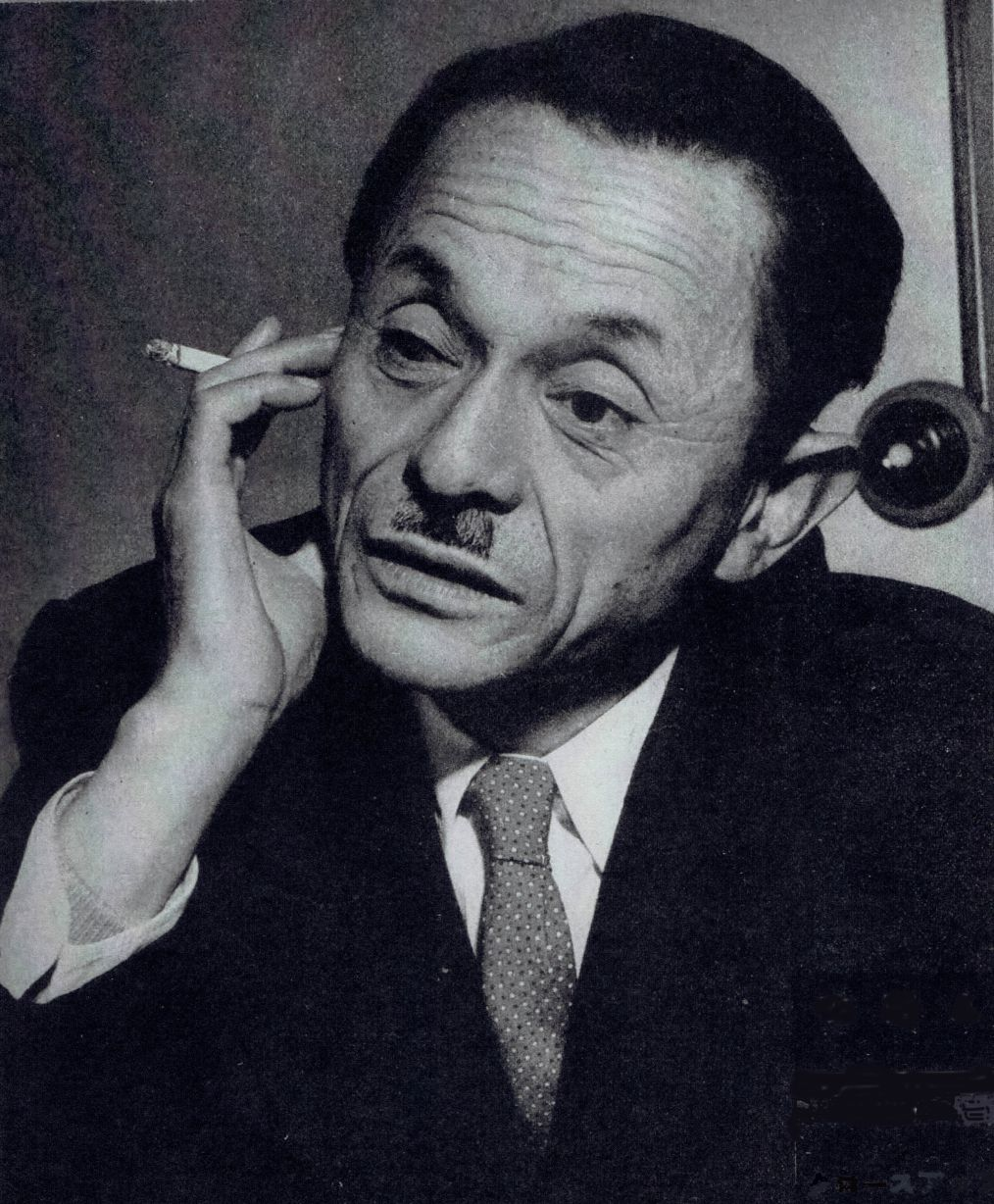
渡辺邦男／11月5日没

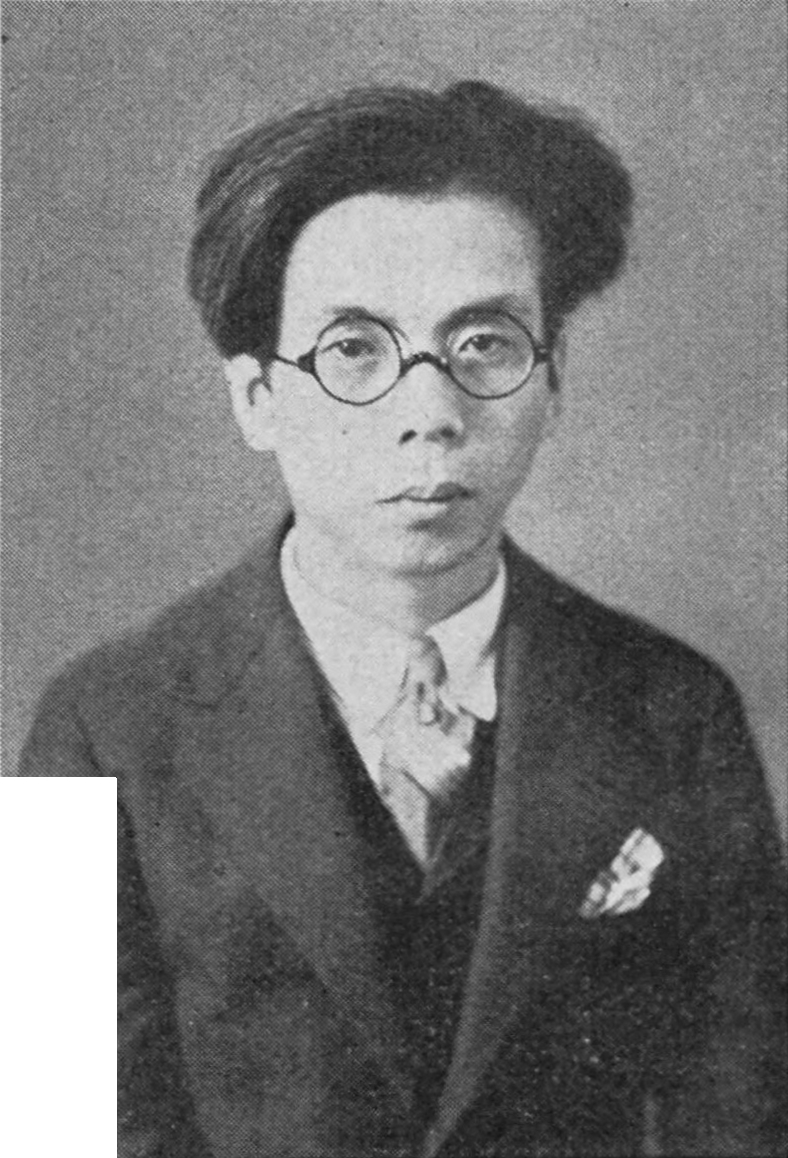
中村正常／11月6日没

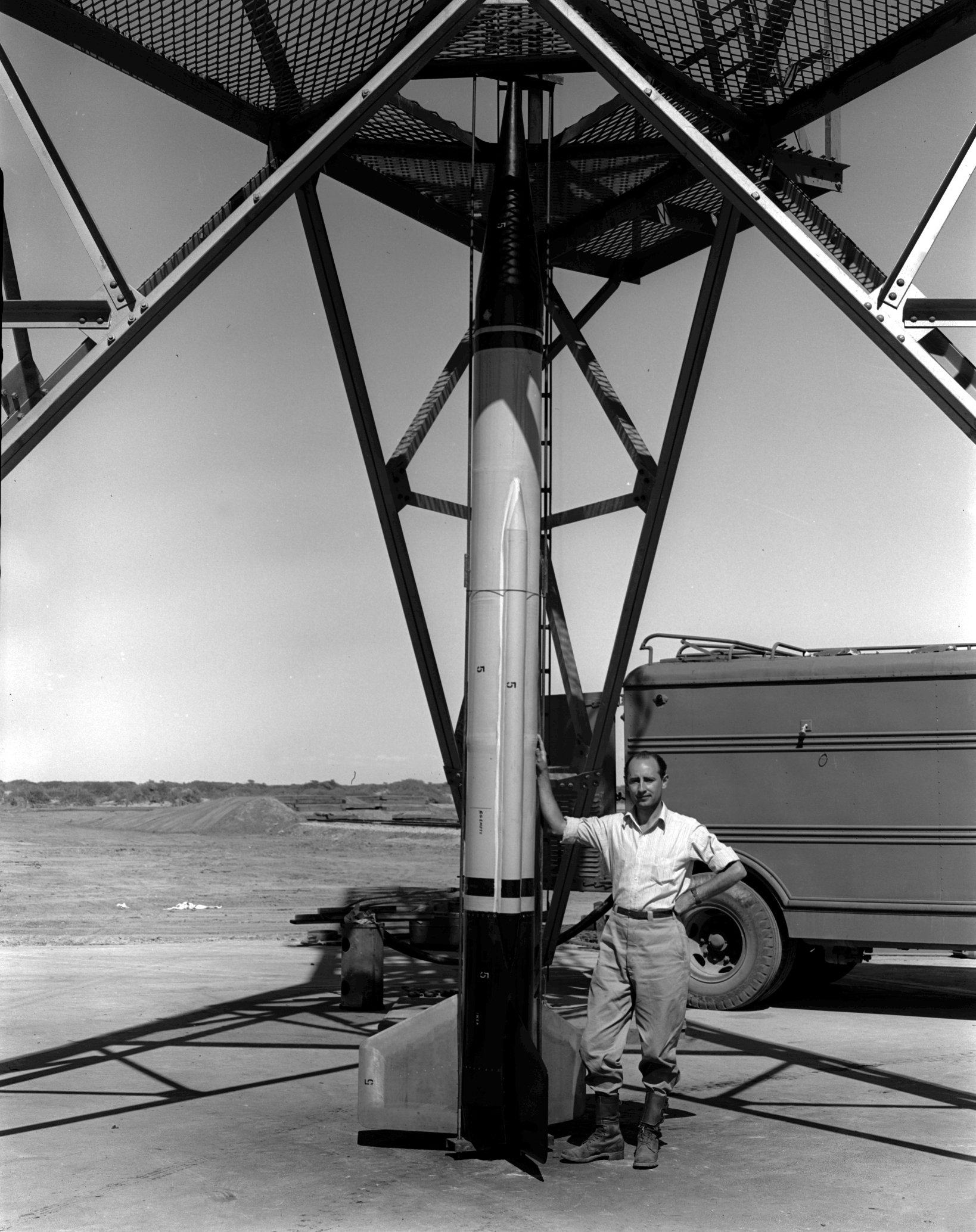
フランク・マリナ／11月9日没

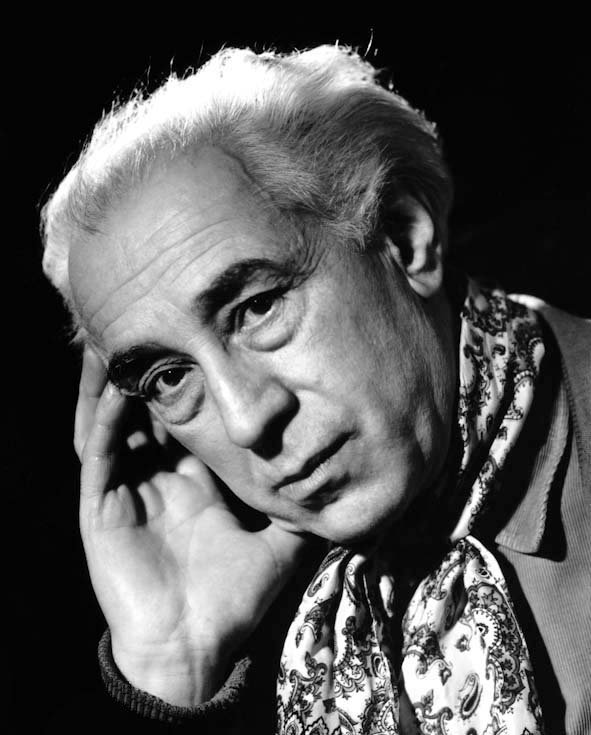
アベル・ガンス／11月10日没

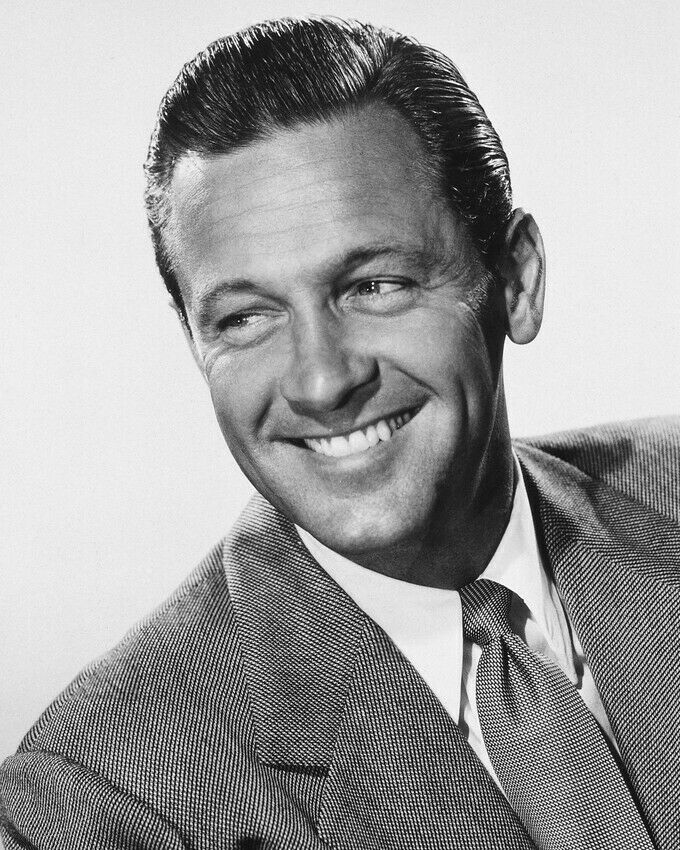
ウィリアム・ホールデン／11月12日没

- 11月1日 - 長谷部忠、日本の新聞記者・経営者、朝日新聞社社長（* 1901年）
- 11月2日 - 安立綱光[要出典]、日本の昆虫学者（* 1901年）
- 11月2日 - ケネス・オークリー（英語版）、イギリスの人類学者（* 1911年）
- 11月3日 - 市浦健、日本の建築家（* 1904年）
- 11月5日 - ジャン・ユスターシュ、フランスの映画監督・脚本家・編集技師（* 1938年）
- 11月5日 - 渡辺邦男、日本の俳優・映画監督（* 1899年）
- 11月6日 - 中村正常、日本の劇作家・小説家（* 1901年）
- 11月8日 - 小森敏之、日本の実業家、丸大食品創業者・元社長（* 1922年）
- 11月9日 - 荻野一、日本の実業家、山陽特殊製鋼元社長（* 1898年）
- 11月9日 - フランク・マリナ、アメリカ合衆国の航空技師・画家（* 1912年）
- 11月9日 - 山川武範、日本の元プロ野球選手【名古屋金鯱軍・大洋軍・読売ジャイアンツ・広島カープ所属】（* 1922年）
- 11月10日 - アベル・ガンス、フランスの映画監督・脚本家・俳優（* 1889年）
- 11月11日 - 篠田弘作、日本の政治家、自治大臣（* 1899年）
- 11月12日 - 石中象治、日本のドイツ文学者、九州大学名誉教授（* 1900年）
- 11月12日 - ウィリアム・ホールデン、俳優（* 1918年）
- 11月13日 - 石田宥全、日本の農民運動家、政治家、衆議院議員、元新潟県中蒲原郡川東村長（* 1901年）

## （16日 - 30日）

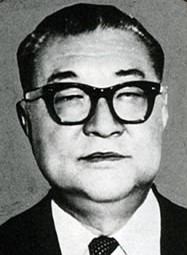
鍋島直紹／11月16日没

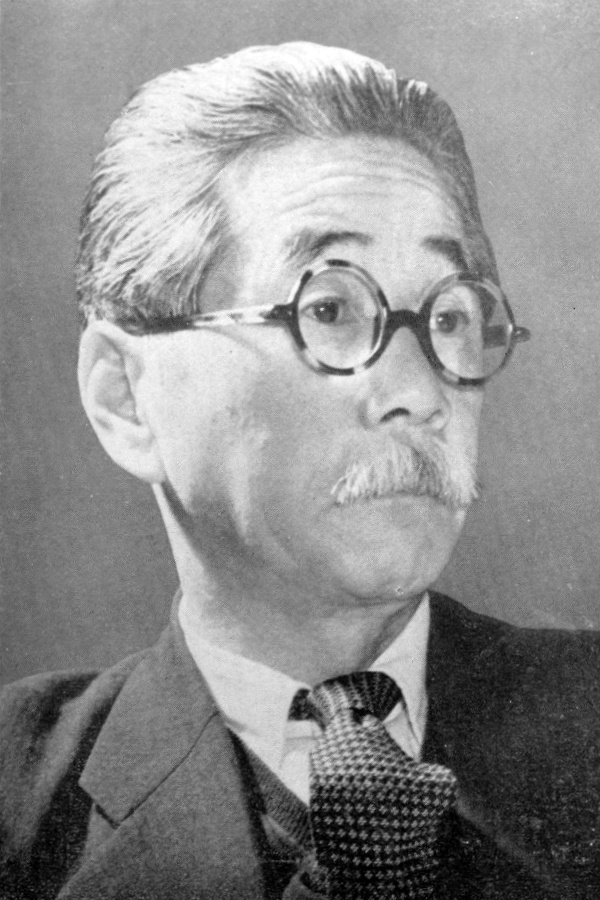
呉文炳／11月18日没

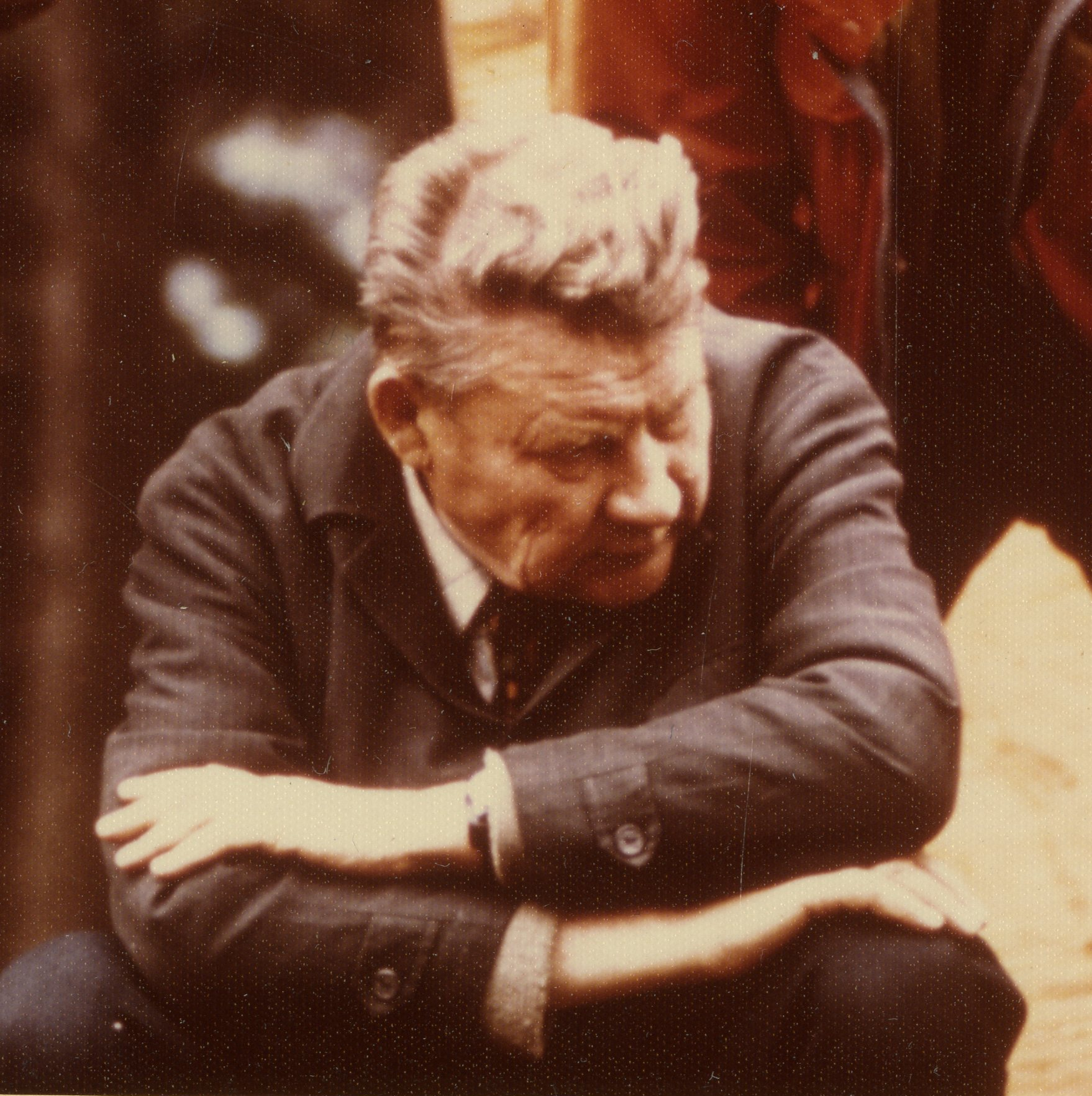
アレクセイ・オクラドニコフ／11月18日没

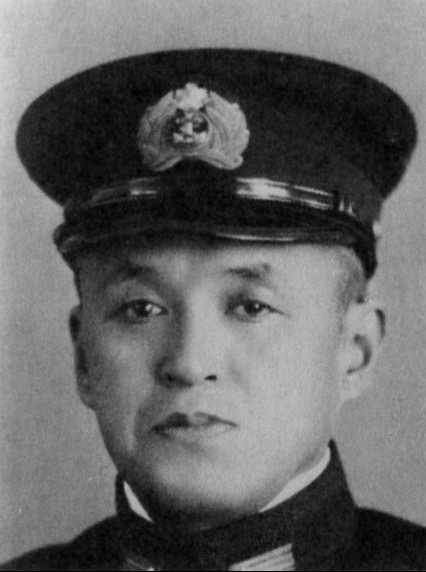
和田操／11月19日没

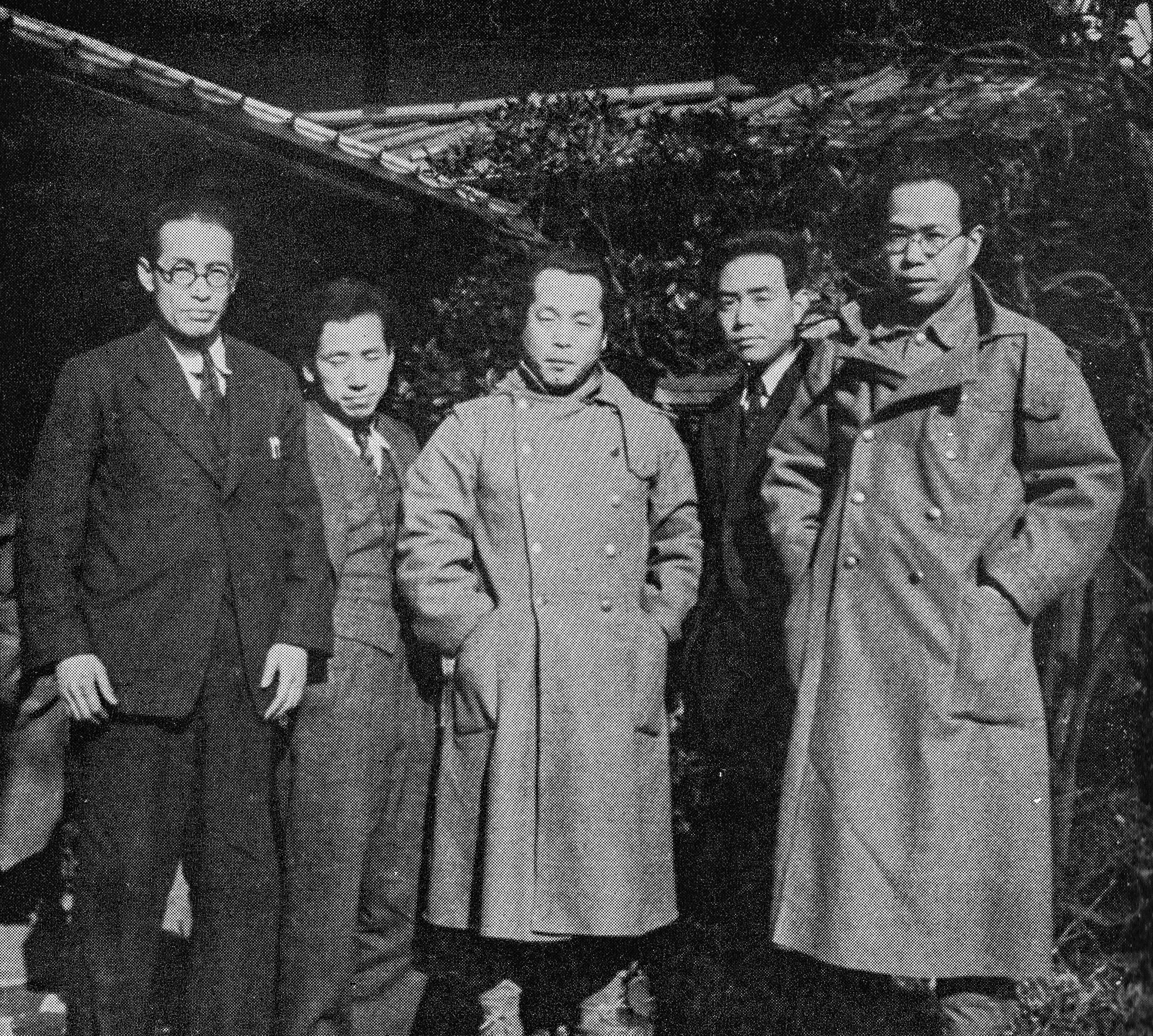
小林勇（左から2人目）／11月20日没

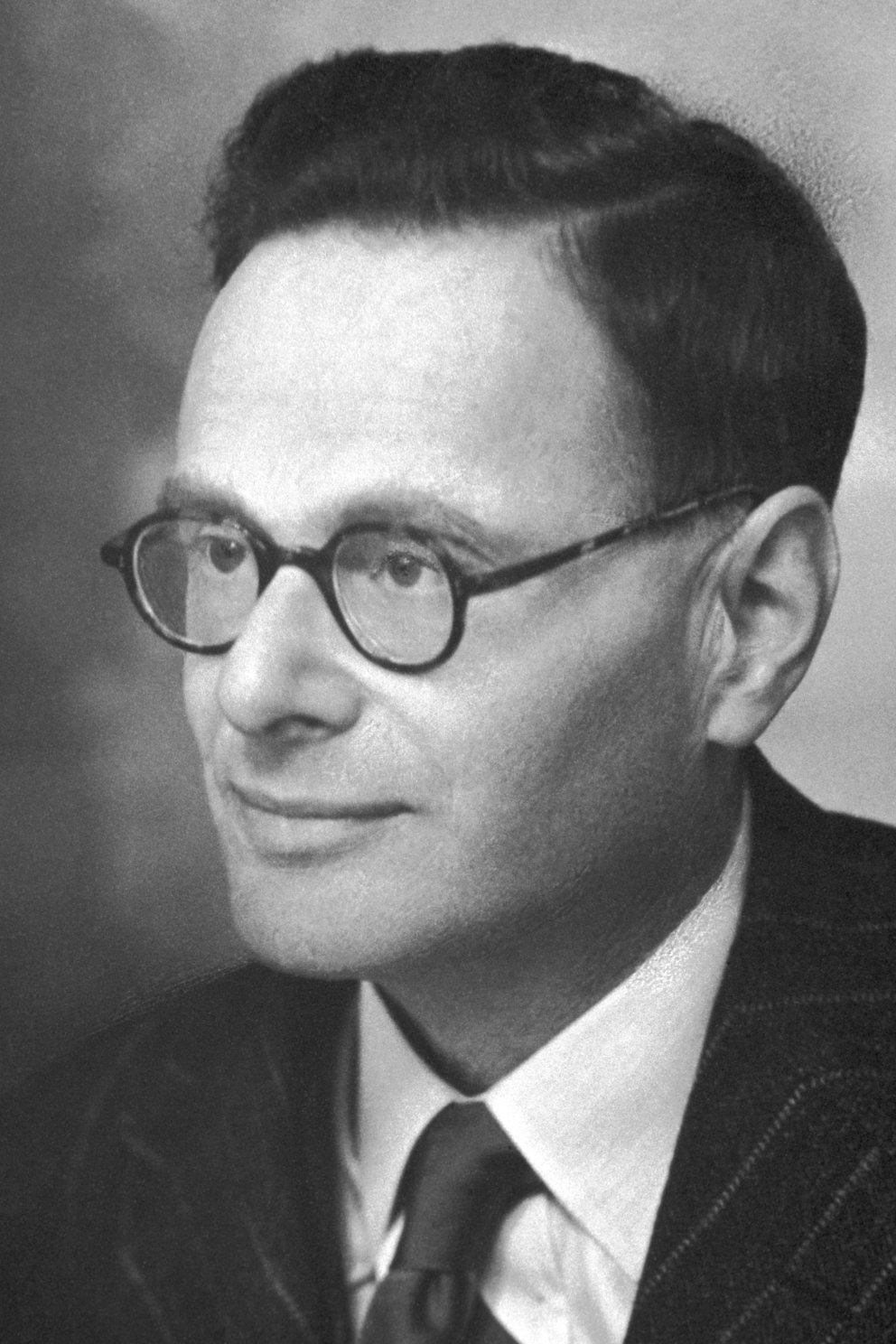
ハンス・クレブス／11月22日没

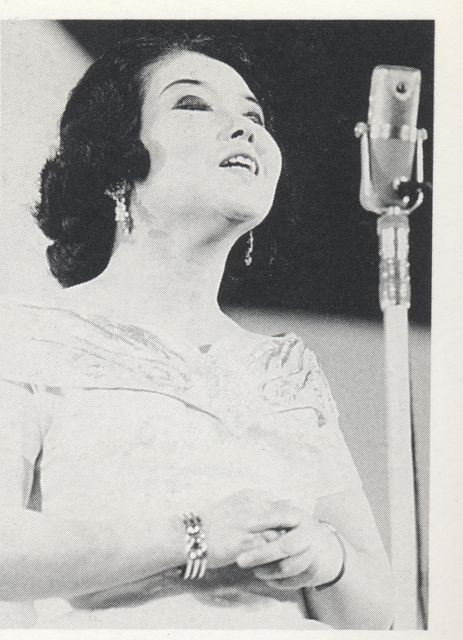
平野愛子／11月22日没

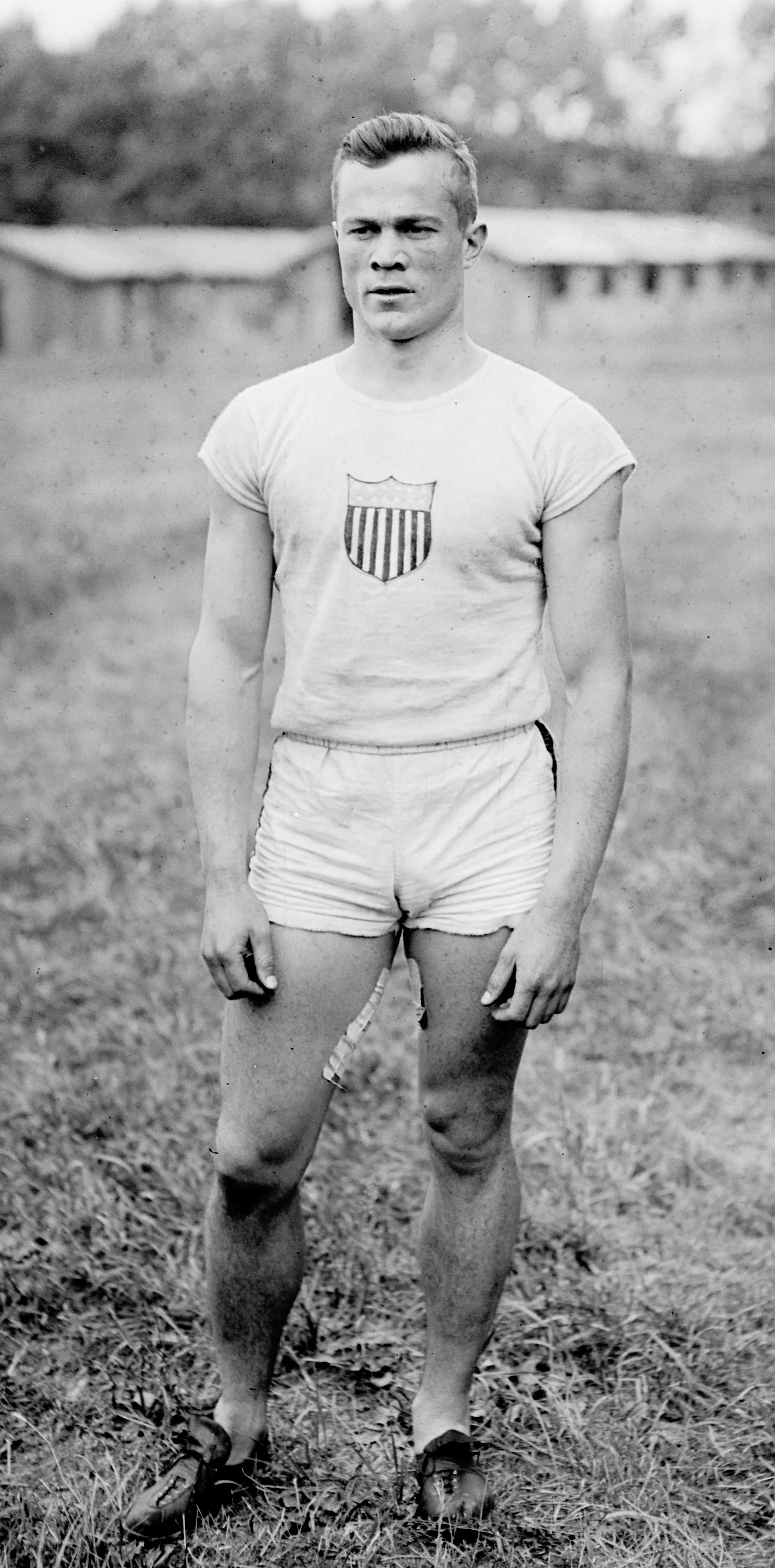
モリス・カークシー／11月25日没

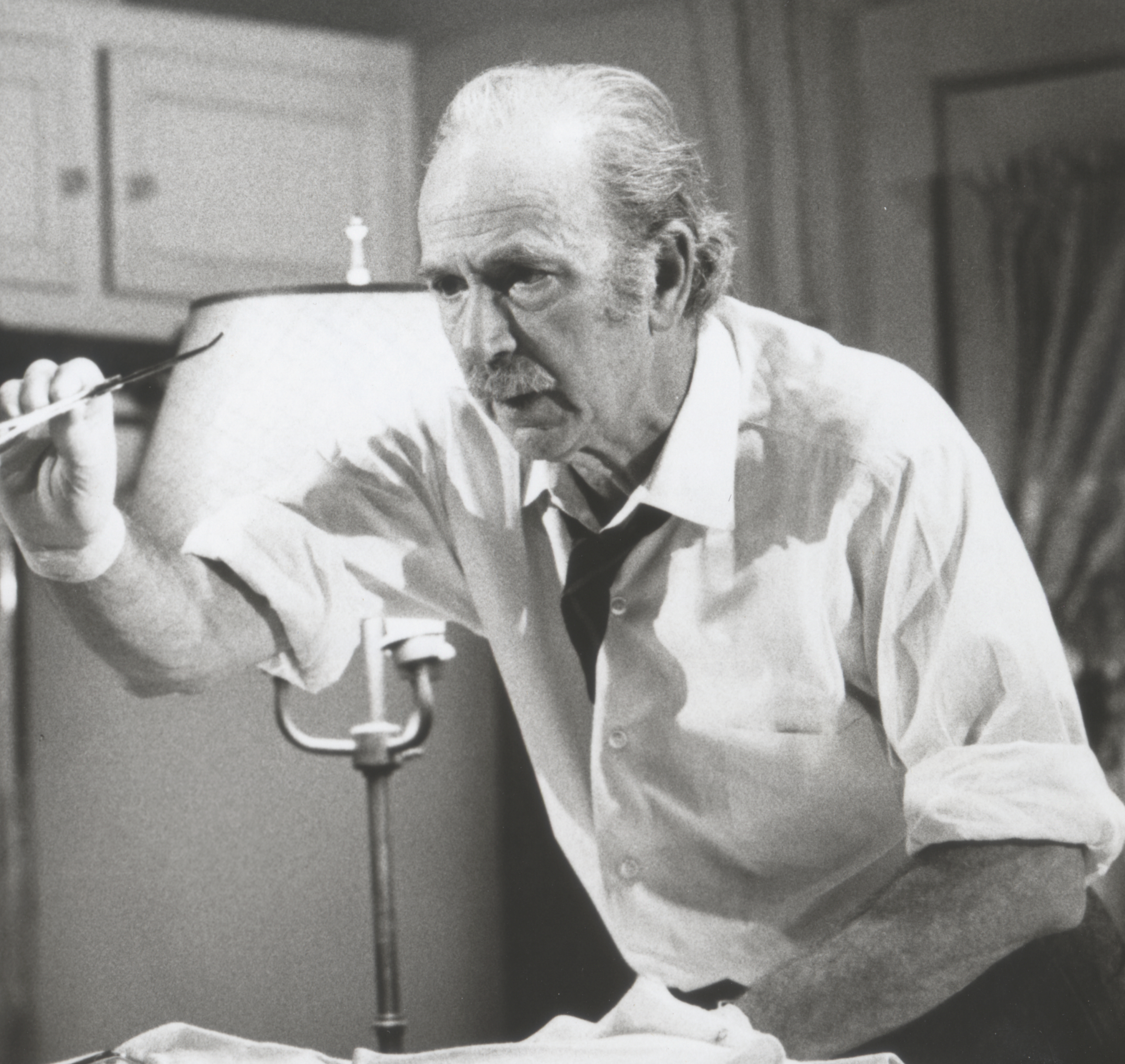
ジャック・アルバートソン／11月25日没

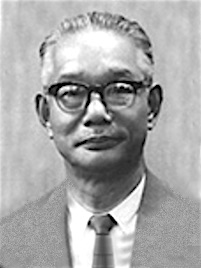
太田耕造／11月26日没

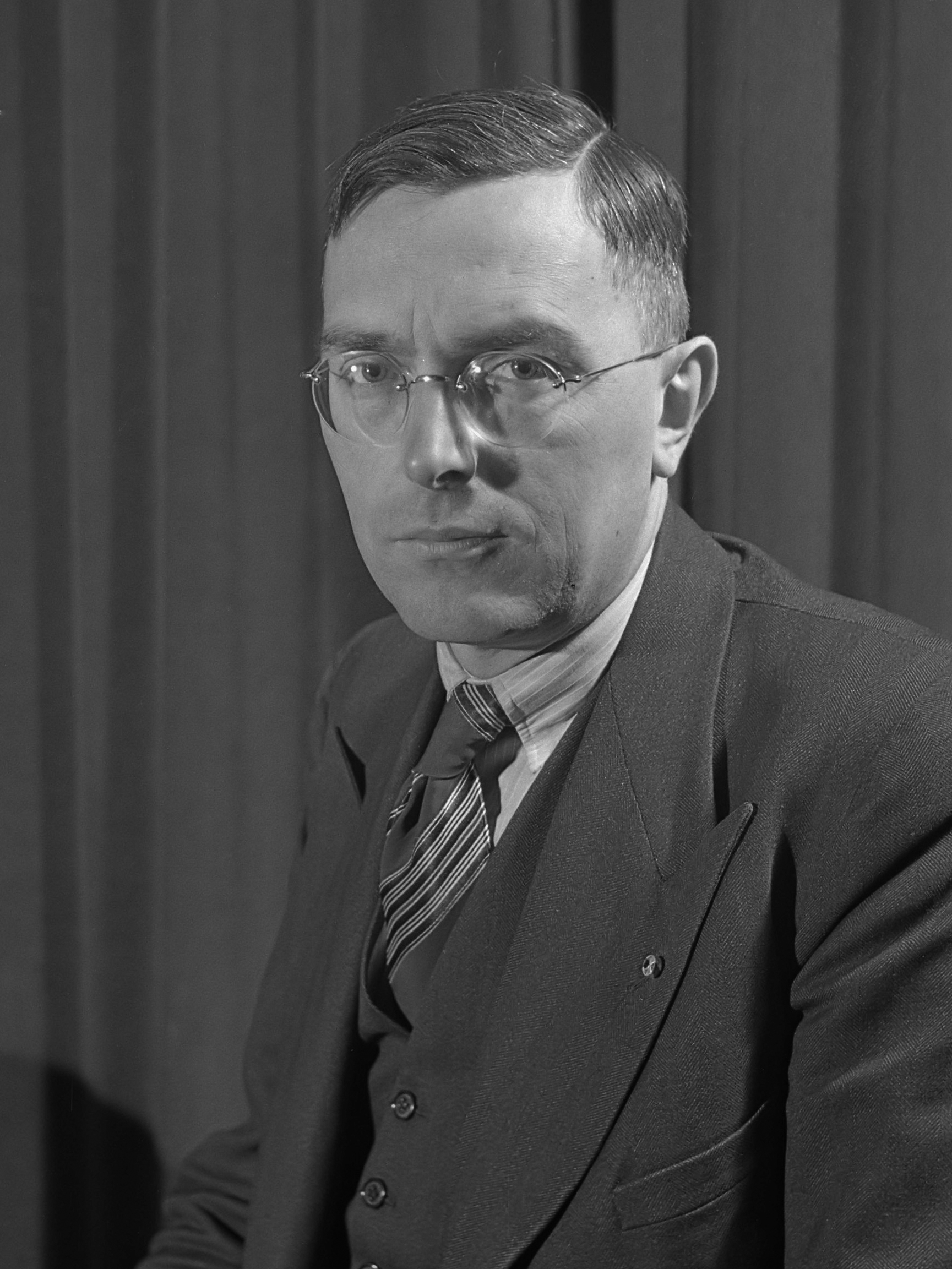
マックス・エーワ／11月26日没

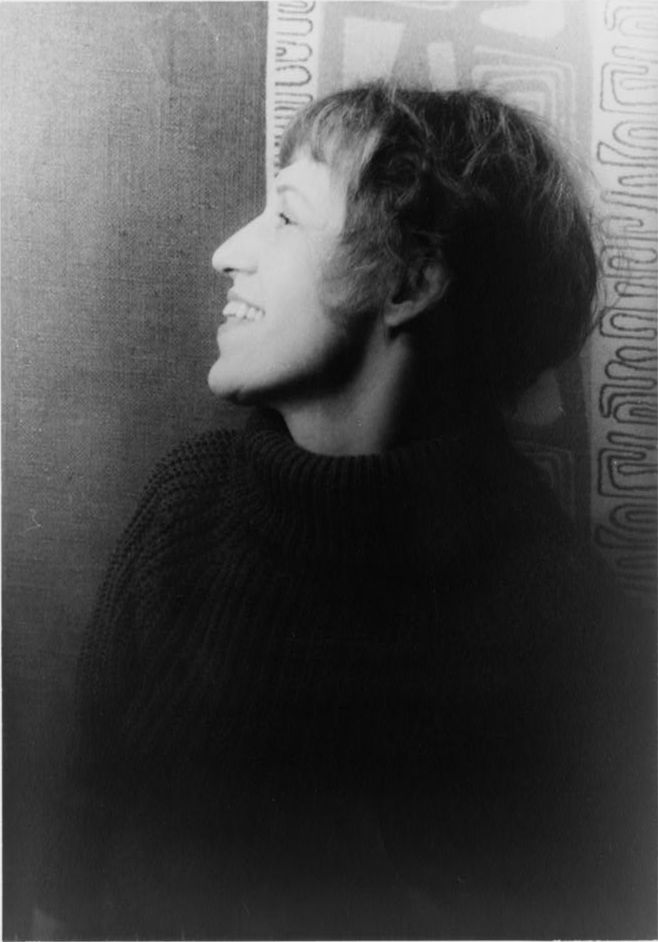
ロッテ・レーニャ／11月27日没

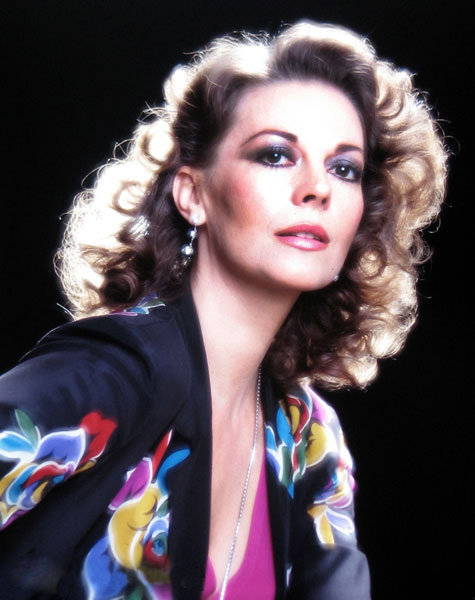
ナタリー・ウッド／11月29日没

- 11月16日 - 磐井虎二郎、大日本帝国陸軍軍人、陸軍中将（* 1889年）
- 11月16日 - 鍋島直紹、日本の政治家、佐賀県知事・元科学技術庁長官（* 1912年）
- 11月18日 - 呉文炳、日本の経済学者・経済学博士（慶應義塾大学）、日本大学第4代総長、貴族院議員（* 1890年）
- 11月18日 - フレデリック・ワーサム、アメリカ合衆国の精神科医、著作家（* 1895年）
- 11月18日 - 井上五郎、日本の実業家、元中部電力会長、中部経済連合会会長（* 1899年）
- 11月18日 - アレクセイ・オクラドニコフ、ソビエト連邦及びロシアの考古学者（* 1908年）
- 11月19日 - 和田操、日本の軍人、海軍中将（* 1889年）
- 11月20日 - 小林勇、日本の編集者、随筆家、画家（* 1903年）
- 11月22日 - ハンス・クレブス、ドイツの医学者・生化学者（* 1900年）
- 11月22日 - 平野愛子、日本の歌手（* 1919年）
- 11月23日 - ルドルフ・イェッテル、オーストリアのクラリネット奏者（* 1903年）
- 11月24日 - 安部清美、日本の教育者・政治家、参議院議員（* 1900年）
- 11月25日 - モリス・カークシー、アメリカ合衆国の陸上競技選手（* 1895年）
- 11月25日 - ジャック・アルバートソン、アメリカ合衆国の俳優・コメディアン・ダンサー・歌手（* 1907年）
- 11月26日 - 太田耕造、日本の弁護士・政治家・教育者、亜細亜大学学長（* 1889年）
- 11月26日 - マックス・エーワ、オランダの数学者・チェスプレーヤー、第5代チェスの世界チャンピオン（* 1901年）
- 11月27日 - 荻生規矩夫、日本の医学者、京都大学医学部教授・関西医科大学学長（* 1895年）
- 11月27日 - ロッテ・レーニャ、オーストリアの歌手・女優（* 1898年）
- 11月29日 - ナタリー・ウッド、アメリカ合衆国の女優（* 1938年）